# Nomikai
Nomikai (飲み会) signifie littéralement « réunion pour boire » et désigne les soirées que font les Japonais pour se détendre. Ces soirées se déroulent généralement dans une izakaya, un genre de bar-restaurant où bière et saké sont servis.

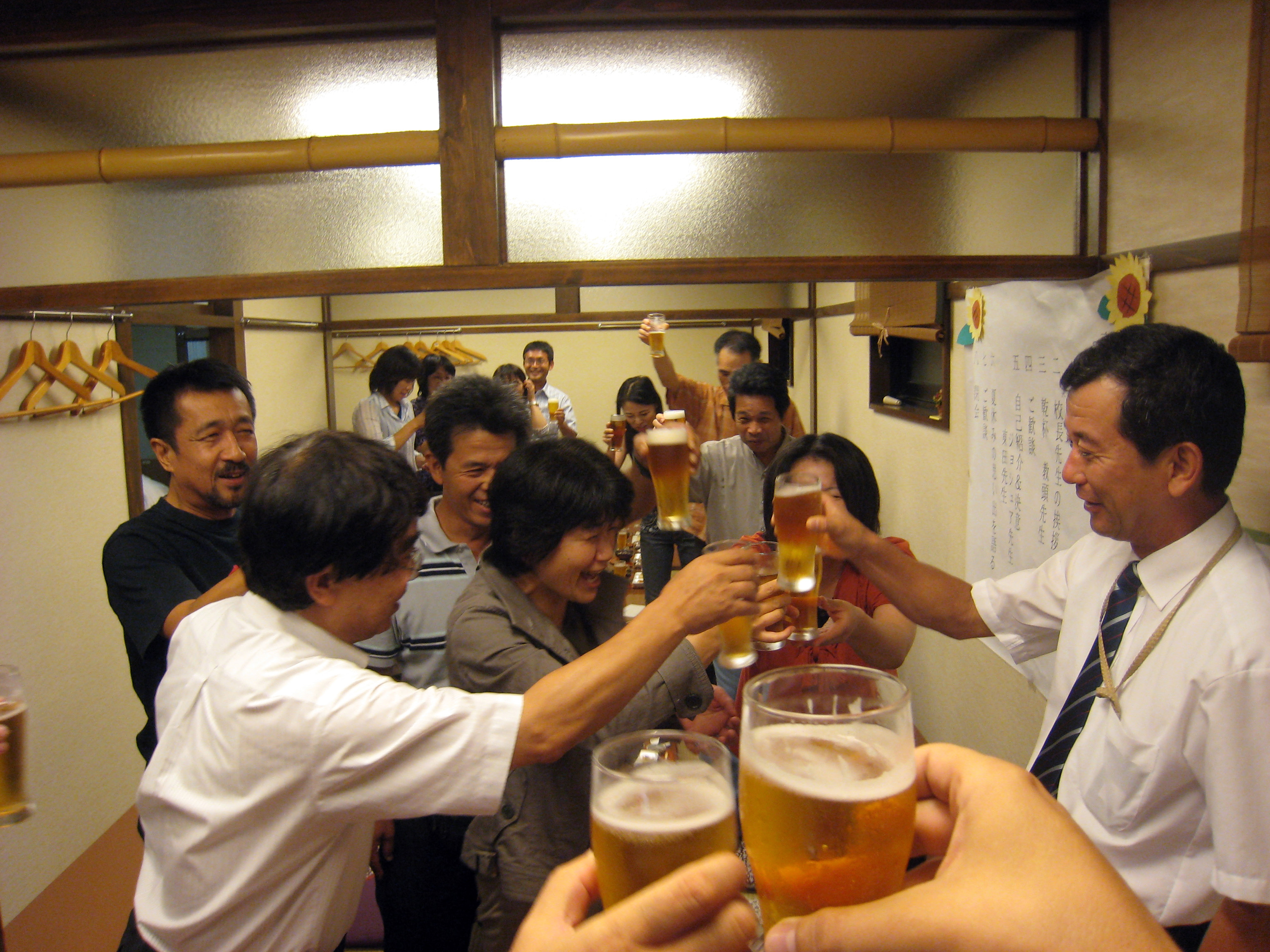
Soirée nomikai.

Si on parle de nomikai pour une sortie entre amis, le véritable phénomène de société est la nomikai entre collègues de bureau. Il n'est pas rare de croiser des groupes de salarymen parfois ivres morts dans des quartiers d'affaires tels que Nihonbashi.
C'est généralement le chef qui propose de partir en nomikai et il est difficile pour les subalternes de refuser.
Une nomikai commence toujours par le fameux kanpai (乾杯, « Santé ! », du chinois 干杯 / 乾杯, gānbēi, « cul sec »), et se termine souvent par un savant calcul de division de la note faisant en sorte que les plus jeunes payent le moins cher, et les plus âgés plus cher. 
Lors d'une nomikai, il est considéré acceptable pour les employés de terminer ivres.